# 赵飞
赵飞（1964年1月—），男，湖北沙洋人，中华人民共和国政治人物。湖北省人民警察学校（现湖北警官学院）毕业，在职研究生学历，法学硕士。曾任天津市人民政府副市长，天津市公安局局长，中共天津市委常委、政法委书记，现任天津市人大常委会副主任、党组副书记。

## 生平
1984年8月参加工作，1986年12月加入中国共产党。历任湖北省荆门市公安局十里镇派出所民警、副所长、镇党委委员、派出所所长，荆门市公安局户政科科长、治安警察支队支队长、副局长、党委副书记、荆门市人民检察院检察长、党组书记、黄石市人民检察院检察长、党组书记、湖北省公安厅党委委员、副厅长。2011年8月，任中共武汉市委常委，后任中共武汉市委政法委副书记、武汉市公安局党委书记、局长。2012年2月，兼任武汉市公安局督察长。
2014年7月25日，任天津市公安局局长。2016年3月30日，任天津市人民政府副市长兼天津市公安局局长。2017年3月，任中共天津市委常委。同年4月，兼任中共天津市委政法委书记，不再担任天津市副市长。同年7月，不再担任天津市公安局局长。
2022年2月，当选为天津市人大常委会副主任。同年6月，不再担任中共天津市委常委。

## 相关人物
- 李鸿忠，中共湖北省委原书记，中共天津市委原书记